# 伊斯卡-苏洛伊奥尼奥
伊斯卡-苏洛伊奥尼奥（義大利語：Isca sullo Ionio），是意大利卡坦扎罗省的一个市镇。总面积22平方公里，人口1653人，人口密度75.1人/平方公里（2009年）。ISTAT代码为079063。